# Röthmoorgraben
Der Röthmoorgraben ist ein ca. 900 Meter langer Graben in Hamburg-Schnelsen.

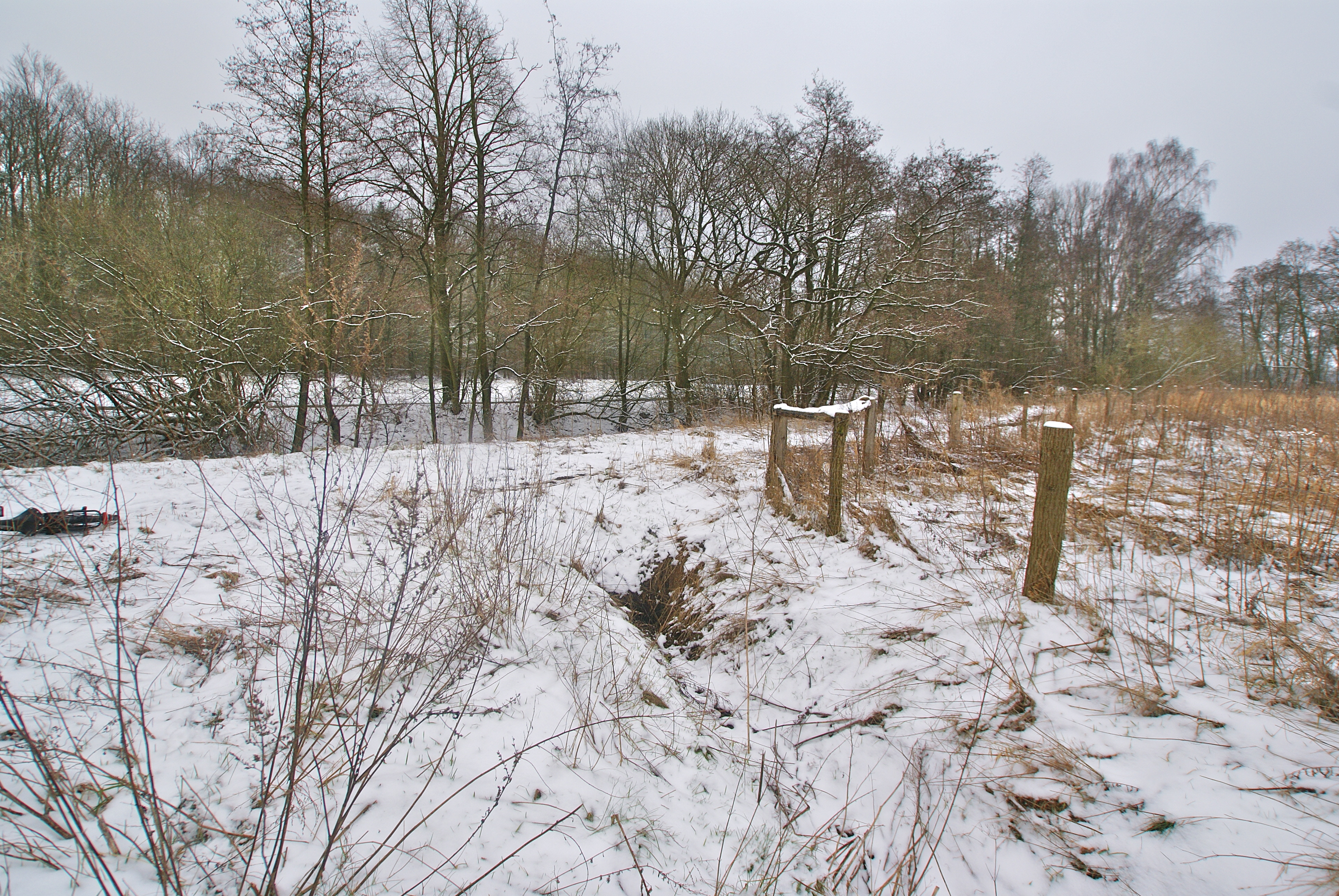
Röthmoorgraben bei der Mündung in die Kollau

Er mündet an der Grenze zu Hamburg-Niendorf in die Kollau.
Er ist benannt nach dem Röthmoor, dort befand sich eine Flachsrotte, wo der Flachs durch Fäulnis zum Brechen bereitet wurde (röt bedeutet verrotten).

## Verlauf
Er entspringt am Farnweg westlich vom Röthmoorweg östlich der A7. Er verläuft Richtung Süden und unterquert den Farnweg, biegt am Röthmoorstieg Richtung Osten ab und verläuft dann Richtung Südosten an einem Weg, dann biegt er nach Osten ab und verläuft an einem Park, durch eine Wiese und mündet dann durch einen Tunnel in die Kollau.